# Leucophenga formosa
Leucophenga formosa är en tvåvingeart som beskrevs av Toyohi Okada 1987. Leucophenga formosa ingår i släktet Leucophenga och familjen daggflugor.
Artens utbredningsområde är Taiwan. Inga underarter finns listade i Catalogue of Life.